# (73720) 1993 FR9
(73720) 1993 FR9 – planetoida z pasa głównego asteroid okrążająca Słońce w ciągu 4,11 lat w średniej odległości 2,56 j.a. Odkryta 17 marca 1993 roku.